# Елвін Лофтес
Елвін Лофтес (англ. Alvin Loftes, 1 січня 1890 — липень 1971) — американський велогонщик.
Бронзовий призер Олімпійських Ігор 1912 року в роздільній командній гонці.